# Zbigniew Czerniakowski
Zbigniew Czerniakowski – polski inżynier, dr hab. nauk rolniczych, profesor uczelni Instytutu Nauk Rolniczych, Ochrony i Kształtowania Środowiska, Kolegium Nauk Przyrodniczych Uniwersytetu Rzeszowskiego.

## Życiorys
Jest synem Zenona. W 1976 ukończył naukę w I LO im. S. Konarskiego w Rzeszowie, a w 1984 studia w Akademii Rolniczej im. Hugona Kołłątaja w Krakowie, 1 grudnia 1992 uzyskał doktorat za pracę Oprzędziki (Sitona spp.) występujące na koniczynie czerwonej w rejonie południowo-wschodniej Polski, 20 grudnia 2004 otrzymał stopień doktora habilitowanego na podstawie pracy zatytułowanej Chrząszcze (Coleoptera) - szkodniki na plantacjach produkcyjnych Salix cordata 'Americana' Hort.
Został zatrudniony na stanowisku profesora w Katedrze Przedsiębiorczości i Kształtowania Terenów Zieleni na Wydziale Przedsiębiorczości Wyższej Szkole Inżynieryjno-Ekonomicznej, oraz w Katedrze Agroekologii na Wydziale Biologicznym i Rolniczym Uniwersytetu Rzeszowskiego.
Był profesorem nadzwyczajnym i kierownikiem w Katedrze Agroekologii i Architektury Krajobrazu na Wydziale Biologicznym i Rolniczym Uniwersytetu Rzeszowskiego, oraz członkiem Komitetu Ochrony Roślin PAN.
Awansował na stanowisko dziekana i prodziekana Wydziału Biologicznego i Rolniczego Uniwersytetu Rzeszowskiego.
Jest profesorem uczelni w Instytucie Nauk Rolniczych, Ochrony i Kształtowania Środowiska, Kolegium Nauk Przyrodniczych Uniwersytetu Rzeszowskiego.

## Odznaczenia
- Srebrny Krzyż Zasługi (2003)[4]